# 浅田光
浅田 光（あさだ ひかる、1982年1月12日 - ）は、日本の女優。東京都立川市出身。

## 出演

### テレビドラマ
- 匿名探偵 第8話（2012年11月30日、テレビ朝日） - 女性看守 役
- ハンチョウ6〜警視庁安積班〜 第7話（2013年2月25日、TBS） - 谷川明日香 役
- おトメさん 最終話（2013年3月14日、テレビ朝日） - 女性容疑者 役
- 酔いどれ小籐次 第7話（2013年8月2日、NHK） - 高田屋の母 役
- ドクターX〜外科医・大門未知子〜シリーズ（テレビ朝日）
  - ドクターX～外科医・大門未知子〜 第2期（2013年） - 辺見たか子 役
  - ドクターX～外科医・大門未知子〜 第4期（2016年） - 戸田結衣 役
  - ドクターX～外科医・大門未知子〜 第5期（2017年） - 戸田結衣 役
  - ドクターX～外科医・大門未知子〜 第6期（2019年） - 戸田結衣 役
  - ドクターY〜外科医・加地秀樹〜 第5弾（2020年） - 蕗田浩子 役
  - ドクターX～外科医・大門未知子〜 第7期（2021年） - 戸田結衣 役
  - ドクターY〜外科医・加地秀樹〜 第7弾（2024年） - 戸田結衣 役
- ドラマスペシャル 家政婦は見た!（2014年3月2日、テレビ朝日） - 森田ちゃん 役
- ST〜赤と白の捜査ファイル〜 最終話（2014年9月17日、日本テレビ）  - 吉村聖子 役
- SAKURA〜事件を聞く女〜 第1話（2014年10月20日、TBS） - 看護師 役
- 相棒 season13 第10話 ストレイシープ （2015年1月1日、テレビ朝日） - 女 役
- 奥田英朗クライムサスペンス「邪魔」（2015年9月2日、テレビ東京） - 今井由香里 役
- 遺産争族 第8話（2015年12月10日、テレビ朝日） - クラブのママ 役
- 孤独のグルメ season5 第11話（2015年12月12日、テレビ東京） - 常連女性客 役
- ドクター調査班〜医療事故の闇を暴け〜 第7話（2016年6月3日、テレビ東京）  - 看護師 役
- 受験のシンデレラ（2016年7月24日、NHK） - 看護師 役
- ドクターY〜外科医・加地秀樹〜（2016年、テレ朝動画） - 看護師 役
- 相棒 season15 第16話 「ギフト」（2017年2月22日、テレビ朝日） - 松岡（帝都総合病院看護師） 役
- 痛快TV スカッとジャパン（2017年、フジテレビ）

### Webドラマ
- ドクターY〜外科医・加地秀樹〜 第1弾（2016年、テレ朝動画） - 看護師 役

### 映画
- ヒカリエイガ episode1「キラキラ」（2013年、監督：加藤綾佳） - かおり 役
- 狂恋（2014年、監督：岩城武彦） - 坂本彩夏 役
- 劇場版ドクターX FINAL（2024年、監督：田村直己） - 戸田結衣 役

### CM
- グリコ ポッキー「シェアハピ おでかけ篇」（2016年） - お母さん 役
- 「大人のきのこの山」「大人のたけのこの里」6秒動画シリーズ「大人のチョコスナック6秒劇場『きの子と竹彦』」（2017年9月 – 、明治）– 謎の女 役[1]

### 舞台
- つばきファクトリー主演ミュージカル「サンクユーベリーベリー」（2015年10月8日 - 18日） - 江原晴子 役
- 大人の麦茶 ラストオーダー「ネムレナイト」（2024年4月10日 - 21日）[2]